# Саррофон (мечеть)
Мечеть Саррофон — памятник культурного наследия, расположенный в историческом центре Бухары (Узбекистан). 
Вместе с остальными архитектурными, археологическими, религиозными и культурными памятниками Бухары входит в список Всемирного наследия ЮНЕСКО под названием «Исторический центр Бухары» и в национальный перечень объектов недвижимого имущества материального и культурного наследия Узбекистана — находится под охраной государства.

## История
Мечеть была построена в 1515—1516 годах. Последняя реконструкция была проведена в 1905 году. В советскую эпоху была прекращена деятельность. До середины 1970-х в ней располагалась чайхана, а позже библиотека. В настоящее время в нём функционирует кафе.